# Aterynka madagaskarska
Aterynka madagaskarska, bedocja, bedocja madagaskarska, bedocja czarnopręga (Bedotia geayi) – gatunek słodkowodnej ryby aterynokształtnej z rodziny Bedotiidae. Gatunek sprowadzony do Europy w roku 1953. Bywa hodowany w akwarium domowym.

## Występowanie
Występuje w wodach stojących rzek i jezior na Madagaskarze. Spotykana również w strefie mieszanej, słodkiej i morskiej wody przy ujściach rzek do morza. Możliwość występowania jej w morzu wskazuje posiadanie przez nią dwóch płetw na grzbiecie.

## Opis
Ciało wysmukłe i wydłużone barwy żółtawej. Oczy dość duże. W górnej części ciała występuje kolor żółtobrunatny, oliwkowozielony. Otwór gębowy skierowany ku górze. Na odcinku od pyska po ogon na wysokości linii bocznej występuje ciemniejszy pas. Powyżej pasa połyskują metalicznym kolorem łuski koloru zielono-złocistego. Dolna część bardziej biaława.
Dorastają do 9–10 cm (samce), rzadko do 12, samice są nieco mniejsze.

## Dymorfizm płciowy
Samiec barwniejszy, kolor trudny do określenia na podstawie ubarwienia gdyż jest on zmienny, w zależności od środowiska w którym przebywa i stanu podniecenia. Najczęściej odróżnić go można od samicy po wielkości i kształcie brzucha. Samiec w tylnej części podwójnej płetwy grzbietowej oraz na płetwie odbytowej posiada czerwone, pomarańczowo-żółto ubarwione smugi. Krawędzie płetw są ciemne. Niekiedy występują czerwone końcówki na płetwie ogonowej. 
Bardziej żółtawy kolor ciała ma samica. Jej płetwa ogonowa jest czarna z białawymi końcówkami. Samiec na krawędzi posiada ciemnoczerwoną obwódkę. 
Płeć ryb możliwa jest do odróżnienia, gdy osiągną 4–5 cm długości.

## Warunki w akwarium
| Zalecane warunki w akwarium | Zalecane warunki w akwarium       |
| --------------------------- | --------------------------------- |
| Zbiornik                    | duży (długi) z wolną przestrzenią |
| Temperatura wody            | 21–24 °C granice (18–30)          |
| Twardość wody               | średnia do twardej (12–30)        |
| Skala pH                    | 7–7,5                             |
| Oświetlenie                 | światło przyciemnione             |
| pokarm                      | wszystkożerna                     |

Lubi przebywać w liczniejszym towarzystwie (stadzie) swojego gatunku. Jest rybą towarzyską i ruchliwą. Dobrze prezentuje się w akwarium zapewniającym cień i ciemne podłoże. Zbyt jaskrawe światło powoduje wyblaknięcie kolorów. Lubi strumień wody uzyskiwany poprzez filtr lub silne napowietrzenie. Do wody można dodawać sól kuchenną (1 łyżeczka na 10 l wody).

## Pokarm
W naturze głównym pokarmem są owady. W akwarium jest wszystkożerna, zarówno żywy, suchy, jak i mrożony. Zjada dafnię, oczliki, doniczkowce. Ulubionym żywym są larwy komarów lub muszka owocowa. Może również zjadać małe rybki. Lubią pokarm roślinny (sałata, szpinak, wysuszone resztki roślin akwariowych. Z racji ukształtowania otworu gębowego pokarm pobierają z powierzchni lub z górnej jej toni. Z dna rzadko jest przyjmowany.

## Tarło
W temperaturze wyższej, 25–26 °C. Na czas godów ryby przybierają bardziej intensywne kolory. Samo tarło najczęściej przebiega wśród drobnolistnych roślin z rodzaju wywłócznik, kabomba. Czas tarła może obejmować okres kilku dni z krótkimi jej przerwami. Stroną dominującą jest samiec. Ikra dość przeźroczysta, koloru jasnożółtego posiada włóknistą powierzchnię pozwalającą na zaczepianie się o rośliny, podłoże itp. Wielkość jajeczek wynosi ok. 1,5 mm. Ikra nie jest zjadana, tarło może przebiegać bez izolacji tarlaków od jaj. Możliwa jest również opieka nad złożoną ikrą w warunkach sztucznych, odizolowanych (wyjmowanie roślin z uczepionymi jajeczkami)
Rozwój ikry stosunkowo długi. Zbyt wysoka temperatura doprowadzić może do pleśnienia ikry, zbyt niska natomiast powoduje wydłużanie się okresu dojrzewania jaj. Wylęg narybku następuje po 6–8 dniach, a nawet i dłużej. Młode larwy w pierwszych godzinach pływają skośnie z głową skierowaną w górę. Ma to związek z pustym pęcherzem pławnym, który napełnia się wraz z podpłynięciem i połykaniem powietrza z powierzchni wody. Po zużyciu zawartości pęcherzyka żółtkowego i ustabilizowaniu pęcherza pławnego młody narybek zaczyna poszukiwać pokarmu. Trwa to ok. 1 dnia.
Jednym z jego pierwszych pokarmów są wrotki, pantofelki, solowiec, artemia. Dla dobrej kondycji narybku wskazana jest temperatura 24–25 °C, napowietrzanie i silniejszy strumień wody (np. z filtra).